# We Got Communication
We Got Communication is een ep van de Australische band Love of Diagrams.

## Tracks
| Nr. | Titel                                          | Tijd |
| --- | ---------------------------------------------- | ---- |
| 1   | No Way Out                                     | 4:05 |
| 2   | Waiting                                        | 3:40 |
| 3   | In the Red                                     | 3:34 |
| 4   | In the Red (Mutant Tropicalismo rework by Qua) | 3:30 |
| 5   | Now Way Out (Dutch Boys remix by Cut Copy)     | 4:49 |